# Erick Thohir
Erick Thohir (Giacarta, 30 maggio 1970) è un imprenditore e politico indonesiano.
Dal 23 ottobre 2019 è ministro delle imprese statali del 41º governo indonesiano, mentre dal 16 febbraio 2023 è presidente della Federazione calcistica indonesiana.

## Biografia
È figlio di Teddy Thohir (1935-2016), nato a Giacarta, il quale è stato uno dei fondatori e azionisti di Astra International, una holding a capo di molte aziende nei più svariati settori industriali e commerciali, e ha una sorella e un fratello, Rika e Garibaldi.
La famiglia Thohir attraverso la sua holding, TNT Group (TriNugraha Thohir Group), controlla molte partecipazioni azionarie di aziende in molteplici settori, come l'automotive, la raffinazione di gas naturale, la ristorazione, l'immobiliare, i mass media e, in particolare, nel settore della produzione di carbone (l'Indonesia è il quarto produttore mondiale di carbone). Nel 2015 il TNT Group ha avuto un fatturato di 1,1 miliardi di dollari. Con il 13% di azioni, il 6,2% direttamente detenuto da Garibaldi, fratello maggiore di Erick, e il restante 7,8% detenuto da TNT group (attraverso la propria quota nella holding PT Adaro Strategic Investment) la famiglia Thohir è una degli azionisti di maggioranza di Adaro Energy Tbk, la seconda azienda privata di estrazione e commercio di carbone in Indonesia con un fatturato di 3,28 miliardi di dollari nel 2013.
Thohir ha studiato negli Stati Uniti per cinque anni, conseguendo la laurea in economia al Glendale Community College e un master alla National University.

### Vita privata
È sposato con Elizabeth Tjandra ed è padre di quattro figli. È di religione islamica.

## Carriera

### Imprenditoria
Imprenditore nel campo dell'editoria e della televisione, nel 1993 ha creato il Mahaka Group, il cui fatturato si aggira sui 255 miliardi di rupie (circa 16,5 milioni di euro al cambio del 5 aprile 2014). Nel 2011 è diventato il proprietario del quotidiano indonesiano Republika, oltreché della televisione JakTV. Si è assicurato tutti i diritti relativi alla competizione continentale, al campionato indonesiano e la Coppa del Mondo in Brasile.
Nel 2013, insieme al fratello Garibaldi e altri investitori indonesiani, ha acquistato il 35% dell'azienda di telecomunicazioni PT Hutchison 3 Indonesia, sussidiaria del gruppo Hutchison Whampoa.
Dal 2011 fino a luglio 2014 ha ricoperto la carica di Presidente del gruppo Visi Media Asia, attivo nel settore dei media con i canali televisivi TVone e Antv e con la piattaforma online VIVA.co.id. L'azionista di maggioranza del gruppo Visi Media Asia è la famiglia Bakrie, mentre la famiglia Thohir detiene una quota di minoranza (il 4,16% di azioni).

### Investimenti nello sport

#### Pallacanestro
Appassionato di pallacanestro, è nel consiglio di amministrazione della federbasket indonesiana e della federazione di pallacanestro del Sud-Est asiatico, nonché comproprietario di due squadre locali: il Satria Muda BritAma e l'Indonesia Warriors.
Nel 2011, ha fatto parte della cordata di imprenditori che ha acquistato i Philadelphia 76ers, squadra militante nell'NBA, per poi cedere le proprie azioni due anni più tardi.

#### Calcio
Per quanto riguarda il calcio, Thohir è proprietario del Persib Bandung, squadra militante nel massimo campionato indonesiano.
Tra il 2012 e il 2018, è stato azionista al 78% del D.C. United, squadra della MLS.
Il 27 settembre 2022, insieme a Anindya Bakrie, ha ufficialmente rilevato il 51% delle quote societarie dell'Oxford United, allora militante nella League One inglese, diventandone così presidente.

##### La gestione dell'Inter
Il 15 novembre 2013, insieme a Rosan Roeslani e Handy Soetedjo, ha acquisito il 70% delle quote societarie dell'Inter, assumendone la presidenza.
Il 6 giugno 2016, una parte delle sue quote, insieme a quella di proprietà di Massimo Moratti, è stata ceduta al Suning Holdings Group dell'imprenditore cinese Zhang Jindong per un totale pari al 68,55% delle azioni; l'imprenditore indonesiano è rimasto come socio di minoranza con il 31,05% delle azioni, conservando la carica di presidente della società.
Il 26 ottobre 2018, Thohir ha lasciato la carica di presidente al figlio di Zhang Jindong, Steven Zhang, mentre il 25 gennaio 2019 ha ceduto il suo 31,05% alla LionRock Capital, un fondo d'investimento di Hong Kong, uscendo definitivamente dal club.

### Politica e amministrazione

#### Carriera politica
Nel settembre del 2018, ha sostenuto ufficialmente la candidatura per un secondo mandato di Joko Widodo alle elezioni presidenziali in Indonesia del 2019, venendo nominato come responsabile della sua campagna elettorale.
In seguito all'esito positivo della campagna e alla rielezione di Widodo come Presidente dell'Indonesia, il 23 ottobre 2019 è stato nominato come ministro delle imprese statali del 41º governo indonesiano.

#### Comitato olimpico
Il 31 ottobre 2015, Thohir è stato eletto presidente del Comitato Olimpico Indonesiano: dopo aver presentato la sua candidatura nell'ultimo giorno utile, ha ottenuto 59 voti, mentre il suo principale avversario si è fermato a 46 preferenze.
Nel giugno del 2019, è stato nominato fra gli undici nuovi membri del Comitato Olimpico Internazionale.

#### Federazione calcistica dell'Indonesia
Il 16 febbraio 2023, è stato ufficialmente eletto come nuovo presidente della PSSI, la federazione calcistica indonesiana.